# Діамагнетики

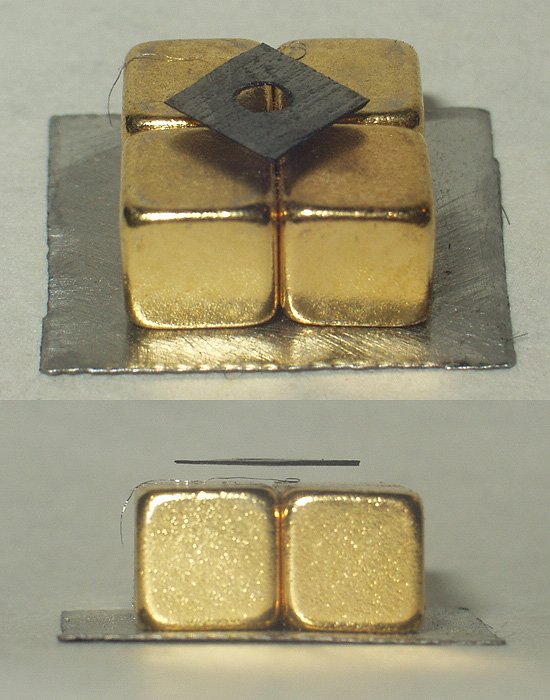
Піролітичний вуглець, ширяє над неодимовим магнітом

Діамагне́́тики — речовини з від'ємною магнітною сприйнятливістю.
Явище діамагнетизму зумовлене ларморівською прецесією електронів у магнітному полі.
Процеси, які визначають діамагнітні властивості речовини, відбуваються у всіх, без винятку, матеріалах, але вони слабкі й у випадку парамагнетиків не відіграють суттєвої ролі порівняно із іншими процесами.
Ідеальний діамагнетик має магнітну сприйнятливість {\displaystyle \chi =-1}, що призводить до виштовхування магнітного поля із речовини. Ідеальними діамагнетиками є надпровідники.
Діамагнетик намагнічується в напрямку, зворотному до поля, і виштовхується з ділянок із сильнішим полем. Їхня магнітна сприйнятливість {\displaystyle \chi } від'ємна. За абсолютною величиною вона мала і дуже залежить як від напруженості магнітного поля, так і від температури. Парамагнетики також мають дуже низькі значення {\displaystyle \chi }, але вони намагнічуються в напрямку поля. Феромагнітні тіла за температур точки Кюрі (фазовий перехід II роду) втрачають свій феромагнетизм. Для Fe, Co і Ni ця температура відповідно дорівнює 770, 1150 і 360 °C.
Діамагнетик поділяють на класичні, аномальні і надпровідники. До першої підгрупи відносять інертні гази, деякі метали (цинк, золото, ртуть і ін), елементи типу кремнію і фосфору, багато органічних сполук.
Порівнюючи діамагнетики і парамагнетики, ми легко виявляємо, чим вони відрізняються: парамагнетики складаються з атомів або молекул, що мають магнітні моменти, а діамагнетик — з атомів або молекул, магнітні моменти яких дорівнюють нулю.

## Історія
1778 року Антон Бругманс першим помітив, що бісмут і сурма відштовхуються магнітним полем. Однак термін «діамагнетизм» був пізніше (у вересні 1848 року) увів Майкл Фарадей, коли зрозумів, що всі матеріали в природі мають певною мірою діамагнітний характер відповіді на прикладене до них магнітне поле.

## Речовини-діамагнетики
| Речовина                  | Магнітна сприйнятливість, {\displaystyle \chi }·10−6 |
| ------------------------- | ---------------------------------------------------- |
| Азот, N2                  | −3,0                                                 |
| Водень, Е2                | −4,0                                                 |
| Германій, Ge              | −12,7                                                |
| Кремній, Si               | −3,1                                                 |
| Вода (рідка), Н2O         | −13,0                                                |
| Кухонна сіль, NaCI        | −30,3                                                |
| Ацетон, С3Е6В             | −33,8                                                |
| Гліцерин, C3H8O3          | −57,1                                                |
| Нафталін, C10H8           | −91,8                                                |
| Бісмут, Bi, метал         | −284,0                                               |
| Графіт, С                 | -85                                                  |
| Піролітичний графіт, П, С | −85                                                  |
| Піролітичний графіт, ⊥, C | −950                                                 |

До діамагнетиків належать інертні гази, азот, водень, кремній, фосфор, бісмут, цинк, мідь, золото, срібло, а також багато інших, як органічних, так і неорганічних, сполук. Людина у магнітному полі поводиться як діамагнетик.

## Діамагнітна левітація

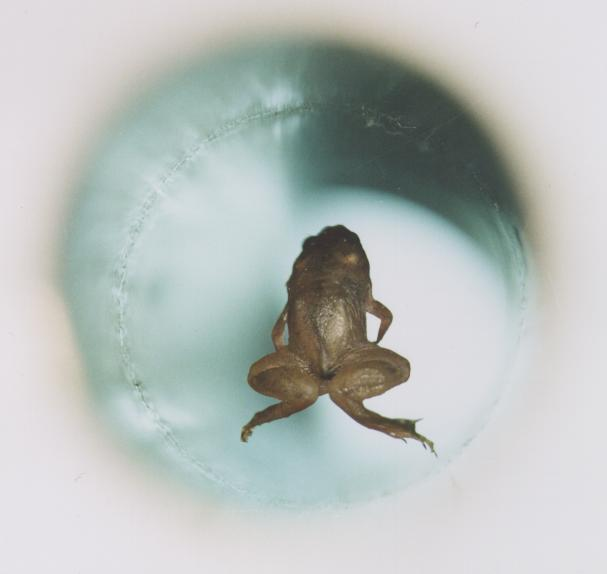
Жива жаба левітує в магнітному полі ~16 Тл (NHFML)

Діамагні́тна левіта́ція має ту ж природу, що й ефект Мейснера (повне витіснення магнітного поля з матеріалу), вона спостерігається за значно сильніших полів, але зате не вимагає попереднього охолодження. Деякі досліди доступні аматорам. Наприклад, рідкісноземельний магніт з індукцією близько 1 Тл може висіти між двома пластинами бісмуту. У полі з індукцією 11 Тл можна стабілізувати й утримувати маленький магніт у повітрі між пальцями не торкаючись його.